# Forcené de Cestas

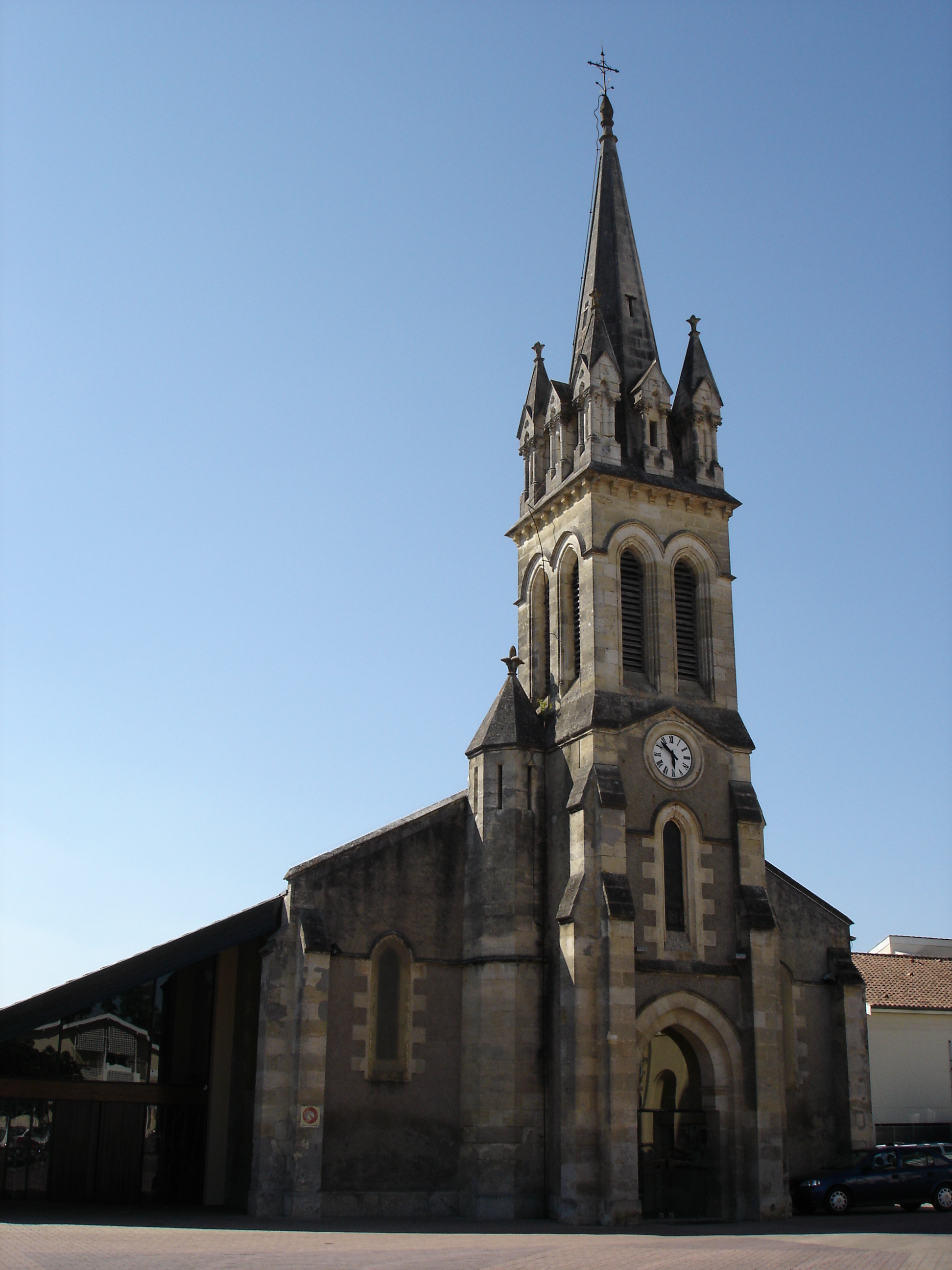
Cestas

Forcené de Cestas est le surnom qui désigne communément André Fourquet, un conducteur de travaux originaire de Cestas (Gironde) âgé de trente-huit ans, après que celui-ci se fut retranché dans la ferme familiale avec ses deux enfants, Aline et Francis Fourquet (respectivement âgés de treize et onze ans), en février 1969. Première prise d'otage réellement médiatisée, le siège de la ferme Fourquet aboutit au meurtre des deux enfants et au suicide d'André Fourquet.

## Les faits

### Contexte familial
Les premières tensions au sein de la famille apparaissent en 1966 après le divorce d'André et Micheline Fourquet (née Berton). Les trois enfants du couple, Chantal, Aline et Francis, sont placés en octobre 1967 dans une institution religieuse puis enlevés une première fois par leur père qui se retranche dans la ferme familiale de Gazinet (aussi appelée ferme du Sayet) près de Cestas. Après quinze jours de négociations, les gendarmes parviennent à faire sortir André Fourquet qui écope de six mois de prison ferme. Le divorce ayant été prononcé durant sa détention, les trois enfants sont confiés à leur mère. À sa sortie de prison, Fourquet est confronté à un strict régime de visite qui lui permet peu de voir Chantal, Aline et Francis. En février 1969, il décide de les enlever à nouveau.

### Prise d'otages de février 1969

#### Du1erau 11 février 1969
Le samedi 1er février 1969, André Fourquet récupère ses enfants dans le cadre de son droit d'hébergement avec obligation de les rendre le lendemain soir. Le dimanche 2 février, il refuse cependant de se manifester et se barricade pour la seconde fois avec sa progéniture dans la ferme de Gazinet. Prenant conscience de la portée des événements, Chantal, l'aînée des enfants, âgée de quatorze ans, parvient à s'enfuir dans la nuit du 3 au 4 février 1969. Retournée à Bordeaux, elle avertit sa mère qui prévient immédiatement les forces de l'ordre. Arrivée sur place, la police encercle la ferme et somme une première fois Fourquet de se rendre mais celui-ci, armé, tire de nombreux coups de feu et menace d'abattre ses deux enfants si les forces de l'ordre s'aventurent sur ses terres. Il exige le retour de son ex-femme, Micheline Berton, et la garde définitive de Francis et Aline.  
La première semaine est relativement calme, la police se contentant de patrouilles fréquentes en compagnie du maire, Alphonse Lafont, et du curé de Cestas, l'abbé Étienne Damoran, qui connaissent bien Fourquet. Cependant, leurs appels restent vains.   

#### 11 février 1969
Le matin du 11 février 1969, André Fourquet exige la venue d'un médecin pour soigner Aline, fiévreuse. Les forces de l'ordre refusent d'envoyer une personne sur place, craignant que Fourquet ne s'en serve comme d'un otage supplémentaire. Aux environs de midi, l'agriculteur fait feu sur le gendarme Jean-Lucien Carratala, qui se trouvait à 150 mètres de la maison. Le militaire succombe peu après. Face à cet incident, le commandant de gendarmerie François Cardeilhac exige un renforcement conséquent des forces de sécurité aux environs de la ferme. Un assaut est lancé durant l'après-midi mais échoue face aux menaces de Fourquet.

#### 13 février 1969
Le matin du 13 février, le commandant François Cardeilhac s'approche de la ferme d'André Fourquet et, après un court échange à distance, lui remet une ordonnance du juge des enfants de Bordeaux dans laquelle il est stipulé que leur garde sera confiée à une institution spécialisée d'Andernos-les-Bains. Satisfait, Fourquet invite Cardeilhac à pénétrer à l'intérieur de la maison et lui fait savoir qu'il est prêt à réfléchir à une éventuelle reddition. Auquel cas, il se rendra dans l'après-midi avec Aline et Francis. Un incident vient néanmoins gâcher ses projets. Ayant réparé son poste transistor, Fourquet apprend la mort du gendarme Carratala dont les obsèques se tiennent le jour même. Cette nouvelle modifie totalement ses plans et son comportement. Au début de l'après-midi, le commandant Cardeilhac retourne à la ferme du Gazinet en compagnie du docteur Arnaud qu'il laisse seul pénétrer chez les Fourquet. Muni de vivres, celui-ci ressort finalement une heure plus tard après s'être longuement entretenu avec André Fourquet. Le médecin révèle que l'agriculteur, craignant des représailles à la suite de la mort de Carratala, exige un nouveau délai de réflexion. Celui-ci décrit Fourquet comme un individu calme et réfléchi tourmenté néanmoins par d'importants problèmes sentimentaux. Il déclare également que les enfants sont en bonne santé mais semblent prêts à mourir avec leur père. Dans la soirée, un véhicule blindé conduit par le lieutenant-colonel Gérard s'approche du domicile des Fourquet et procède à de nouvelles sommations. Fourquet fait savoir qu'il n'est pas encore prêt à relâcher Francis et Aline. Il ajoute que désormais, il y a un mort entre lui et la police. Un assaut qui devait initialement être donné en cas de nouveau refus est annulé, de peur que Fourquet ne mette ses menaces à exécution.

#### 14 février 1969
Le 14 février 1969, alors que la pression médiatique augmente, le procureur de la République Jean Bérenger enregistre un message à l'intention d'André Fourquet dans lequel il lui ordonne de se rendre et lui promet de le soutenir en cas de poursuites judiciaires. Le commandant Cardeilhac se rend une nouvelle fois chez l'agriculteur avec le docteur Arnaud. Fourquet exige toujours le retour de son ex-femme et déclare qu'il fera connaître sa décision prochainement. Au même moment, Gérard Leroux, photographe de presse, parvient à déjouer la surveillance policière et à s'introduire dans la ferme du Gazinet en compagnie d'un collègue. Il décroche un entretien avec André Fourquet au cours duquel il prend de nombreuses photographies. En début d'après-midi, le lieutenant-colonel Gérard, le commandant Cardeilhac et Pierre Amorena, un technicien de l'ORTF se rendent à la ferme pour faire écouter l'enregistrement du procureur Bérenger. André Fourquet est contraint de cacher Gérard Leroux. Aux nouvelles sollicitations de reddition, il répond simplement qu'il n'a pas encore pris sa décision. En fin de journée, le bâtonnier Jean Rozier accompagné des avocats Pierre Bianco-Brun] et Pierre Gendre ainsi que du colonel Jean Lepoivre viennent se joindre à Cardeilhac et Gérard pour faire entendre raison à André Fourquet.

#### 15 février 1969
Dans l'après-midi du 15 février 1969, André Fourquet, accompagné de son fils Francis, déploie une banderole sur laquelle il est écrit que les enfants sont très affamés et qu'il est impératif d'avertir les services sociaux. L'agriculteur en profite pour réclamer du pain aux journalistes. Dans le même temps, le commandant Cardeilhac dépose des vivres à proximité de la ferme qui seront récupérés par Francis. Autour de la ferme, de nombreux journalistes se sont installés. L'entrée de la ferme du Gazinet est interdite aux membres de la famille (dont Chantal Fourquet qui souhaite rejoindre son père) et de nombreux individus, voulant abattre ou aider Fourquet, sont arrêtés par la police. En fin d'après-midi, une éducatrice spécialisée se présente chez Fourquet et fait savoir qu'elle souhaite récupérer Aline et Francis. L'agriculteur refuse de libérer les enfants. Parallèlement, François Cardeilhac fait savoir que les médias seront avertis en cas d'assaut définitif sur les terres de Fourquet.

##### 16 et 17 février 1969
Dans la nuit du 16 au 17 février 1969, les forces de police se rapprochent considérablement de la ferme du Gazinet. Le matin du 17 février, vers 7 h 45, deux véhicules blindés entourés de nombreux gendarmes s'aventurent sur les terres d'André Fourquet et stoppent leur avancée à 80 mètres de la ferme. Deux détonations retentissent avant que le commandant François Cardeilhac n'ait pu procéder aux dernières sommations. L'assaut, immédiatement donné, se solde par un échec. Les forces de l'ordre découvrent Aline et Francis Fourquet couchés sur leur lit, tous deux grièvement blessés d'une balle dans la tempe. André Fourquet, agonisant, gît sur le sol après avoir retourné son arme contre lui. 

### Conséquences
André et Francis Fourquet décèdent dans l'ambulance qui les mène à l’hôpital Pellegrin de Bordeaux. Aline y est admise mais meurt peu de temps après avoir été opérée en urgence. Parallèlement, François Cardeilhac, en état de choc, fait part de sa déception aux médias. Micheline Berton, avertie par radio des événements, se rend à l’hôpital Pellegrin où elle apprend la mort de ses enfants. Elle est reçue au cours de l'après-midi du 17 février 1969 par le juge des enfants de Bordeaux. Le 19 février, les obsèques d'Aline et Francis sont célébrées en l'église Saint-Bruno de Bordeaux. Près de quatre cents personnes assistent à la cérémonie. La venue de Micheline Berton provoque néanmoins des mouvements de foule. Au cimetière, la police intervient à de multiples reprises pour rétablir l'ordre et empêcher tout débordement. Le lendemain, un millier de personnes assistent aux funérailles d'André Fourquet en l'église Saint-Eloi de Bordeaux. L'agriculteur est ensuite inhumé auprès de ses enfants. Joël Le Theule, secrétaire d'État chargé de l'Information, déclare parallèlement que le gouvernement se sent très concerné par cette affaire.

### Impact médiatique
L'affaire connaît un traitement médiatique important, chose alors inédite au cours des années 1960, et fait la une de nombreux journaux français et étrangers. C'est le cas notamment de l'Italie, des Pays-Bas, du Portugal, de l'Espagne, de la Pologne, de la Suisse, du Brésil, des États-Unis, du Canada et de l'Australie. Les médias français eux-mêmes surnomment André Fourquet le forcené de Cestas. Les photographies de Gérard Leroux sont rachetés au moment des faits par l'Associated Press.
Le film Fait d'hiver (1999) de Robert Enrico s'inspire en grande partie des événements survenus à Cestas. Chantal Fourquet, en dépit de ses protestations, ne parvint pas à empêcher sa sortie.